# Quang Thiện
	Quang Thiện		là một xã thuộc tỉnh Ninh Bình, Việt Nam. Trụ sở xã nằm cách phường Hoa Lư - trung tâm tỉnh lỵ Ninh Bình 24 km về phía Đông Nam.		
Theo Nghị quyết số 1674/NQ-UBTVQH15 ngày 16/6/2025 về sắp xếp các đơn vị hành chính cấp xã của tỉnh Ninh Bình năm 2025, 	sắp xếp các xã Như Hòa, Đồng Hướng và Quang Thiện thành xã mới có tên gọi là xã Quang Thiện.	
Xã Quang Thiện	có diện tích: 20,73	km², dân số:	26.860	người, mật độ dân số: 1296 người/km². 	
Đây là đơn vị có diện tích xếp thứ:	106, số dân xếp thứ: 89	và mật độ dân số xếp thứ: 56 trong số 129 xã, phường ở Ninh Bình. 
Xã này nằm trên Quốc lộ 10, 21B và cũng là nơi có sông Đáy chảy qua.

## Địa lý
Xã Quang Thiện nằm ở phía nam tỉnh Ninh Bình, cách phường Hoa Lư 24 km, có vị trí địa lý: 
- Phía đông giáp xã Kim Sơn
- Phía nam giáp xã Quỹ Nhất và Nghĩa Lâm qua sông Đáy
- Phía tây giáp xã Phát Diệm
- Phía bắc giáp xã Khánh Nhạc.

Đây là một xã có đường quốc lộ 10 nối Hoa Lư với Phát Diệm đi qua và tuyến đường Lạc Thiện dọc xã được nâng cấp thành quốc lộ 21B.
Quang Thiện có sông Vực chảy dọc xã, sông Ân Giang xuyên ngang qua rất thuận tiện giao thông đường thủy.

## Hành chính
Xã Quang Thiện được hình thành từ 11 làng cổ thuộc 3 xã cũ Như Hòa - Quang Thiện - Đồng Hướng của huyện Kim Sơn cũ nằm song song với ranh giới những kênh đào, lần lượt từ đông sang tây đó là: Tuần Lễ, Hòa Lạc, Như Độ, Phúc Điền, Ứng Luật, Trung Quy, Lạc Thiện, Lưu Quang, Đồng Đắc, Hướng Đạo; riêng làng Như Mật nằm ở góc cực bắc của xã.
Xã Quang Thiện từ năm 2025 có 8 làng: Như Độ, Hòa Lạc, Tuần Lễ nằm dọc theo chiều dài của xã, riêng làng Như Mật nằm ở phía bắc của xã.
- Làng Như Độ: giáp với làng Phúc Điền và làng Tuần Lễ. Làng Như Độ còn lưu giữ được nét văn hoá truyền thống riêng mà rất ít địa phương có được là mùa Lễ hội làng vào các năm: Tý, Ngọ, Mão, Dậu kéo dài từ chiều ngày 12 đến hết ngày 15 tháng Giêng âm lịch.
- Làng Hòa Lạc: Nằm ở giữa 2 làng Như Độ và Tuần Lễ. Đây là làng có phần đa dân số theo đạo Công Giáo. Trạm y tế xã và các trường tiểu học, trung học cơ sở xã Như Hòa nằm trên làng này. Nhà thờ Giáo xứ Hòa Lạc thuộc giáo phận Phát Diệm nằm trên địa bàn xã Như Hòa, Kim Sơn, Ninh Bình.
- Làng Tuần Lễ: Nằm ở phía đông của xã, giáp với xã Hùng Tiến. Trường PTTH Kim Sơn B nằm trên làng này.
- Làng Như Mật: Nằm ở cực bắc của xã, trước đó thuộc xã Yên Mật.
- Làng Phúc Điền:
- Làng Ứng Luật
- Làng Trung Quy
- Làng Lạc Thiện
- Làng Lưu Quang
- Làng Đồng Đắc
- Làng Hướng Đạo

## Lịch sử
Cư dân Quang Thiện có nguồn gốc từ những cuộc di dân theo Nguyễn Công Trứ đi lập ấp khi mở huyện Kim Sơn.
Ngày 22 tháng 7 năm 1964, Bộ Nội vụ ban hành Quyết định số 199/QĐ-NV về việc đổi tên xã Quang Trung thành xã Quang Thiện, đổi tên xã Sào Nam thành xã Đồng Hướng, đổi tên xã Hùng Vương thành xã Như Hòa.
Ngày 10 tháng 1 năm 2020, Ủy ban Thường vụ Quốc hội ban hành Nghị quyết số 861/NQ-UBTVQH14 về việc sắp xếp các đơn vị hành chính cấp xã thuộc tỉnh Ninh Bình (nghị quyết có hiệu lực từ ngày 1 tháng 2 năm 2020). Theo đó, sáp nhập toàn bộ 0,90 km² diện tích tự nhiên và 827 người của hai xóm 4 và 5 (thuộc làng Như Mật) của xã Yên Mật vừa giải thể vào xã Như Hòa.

## Văn hóa

### Đền thờ Nguyễn Công Trứ

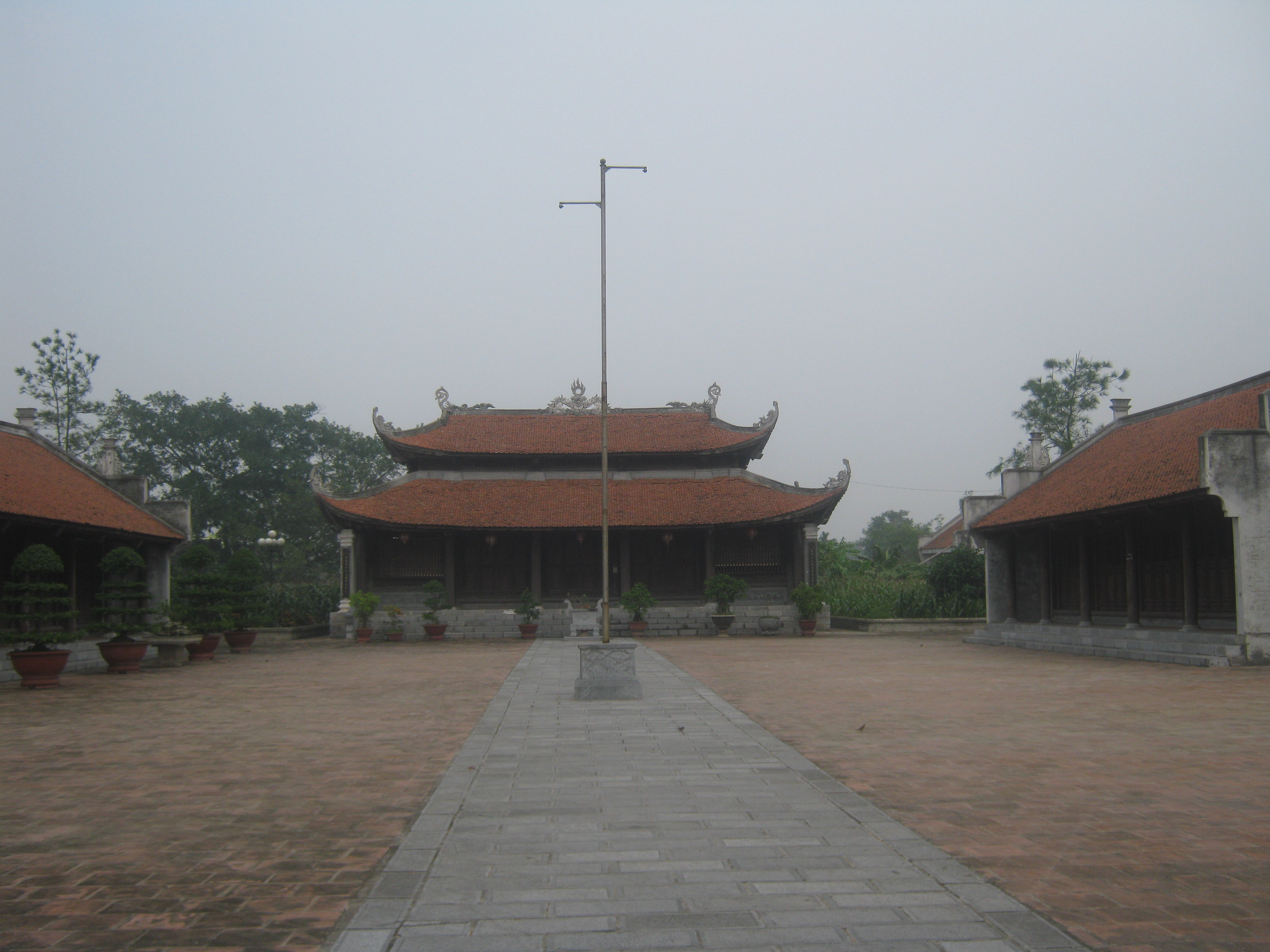
Đền thờ Nguyễn Công Trứ ở Kim Sơn

Đền thờ Nguyễn Công Trứ được xây dựng tại thôn Lạc Thiện, xã Quang Thiện, tỉnh Ninh Bình. Tiền thân của ngôi đền là ngôi nhà ba gian của Nguyễn Công Trứ làm  để ông đi về và làm việc tại đây. Năm 1852, nhân dân Kim Sơn xây dựng lại thành ngôi Sinh Từ (Đền thờ sống). Hàng năm, đến ngày sinh nhật của Nguyễn Công Trứ, nhân dân mở hội mừng thọ ông. Sau khi ông mất, năm 1882, ngôi đền được tu sửa lần thứ nhất và xây dựng tiền đường 5 gian và được đổi tên từ Sinh Từ thành Truy Tư Từ. Năm 1992, đền thờ Nguyễn Công Trứ được công nhận là Di tích lịch sử văn hoá cấp Quốc gia.
Từ khi Nguyễn Công Trứ mất, hàng năm cứ đến ngày 14 tháng 11 âm lịch, nhân dân huyện Kim Sơn đều tổ chức lễ tế tại ngôi đền trong 3 ngày. Tại những ngày lễ đó, những nghệ nhân đến đây hát với cây đàn đáy, cặp phách đơn giản và hát những bài ca trù do Nguyễn Công Trứ viết. Huyện Kim Sơn được ghi vào bản đồ Việt Nam từ năm 1829. Việc quai đê ở Kim Sơn được tiến hành trên diện tích đất sình lầy ven biển, ngập mặn với muôn vàn khó khăn và huy động nhiều nhân lực. Sau hơn 1 năm, việc quai đê thành công, huyện Kim Sơn được thành lập với 7 tổng, 63 làng, ấp, giáp, trại. Cùng với việc lập làng, Nguyễn Công Trứ cho tiến hành xây dựng các công trình thủy lợi.
Trước hết là việc đào con sông Ân nối sông Vạc với sông Càn để lấy nước ngọt. Mặt khác, các con kênh nối các làng nhỏ theo hình xương cá được tiến hành xây dựng nhằm dẫn nước tưới, tiêu úng, thau chua, rửa mặn để phát triển nông nghiệp. Việc đào kênh mương được tiến hành song song với việc làm đường, quật thổ, bồi cư, phân chia địa giới, bố trí dân cư, khu canh tác và nhanh chóng tạo thế ổn định cho người dân đến định cư, lập nghiệp. Những con sông nhỏ đi qua những vùng giáp ranh giữa các làng có chiều dài từ 5–10 km. Toàn bộ huyện Kim Sơn là một vùng đất màu mỡ được bao quanh bởi hệ thống sông nhỏ, kênh rạch do con người tạo nên với tổng chiều dài hơn 100 km. Kể từ ngày thành lập đến nay đã trải qua 7 lần quai đê lấn biển với tổng diện tích đất tự nhiên rộng 213 km2 và tiến xa ra biển gần 30 km. Toàn huyện có 27 xã, thị trấn, chủ yếu được dựng nên trên mặt nước biển. Toàn bộ diện tích được bồi lấp quai đê lấn biển nhưng Kim Sơn là mảnh đất trù phú và màu mỡ, người dân làm giàu từ việc trồng lúa, cói và phát triển nuôi trồng thủy sản.
Lễ hội đền Nguyễn Công Trứ là lễ hội lớn nhất của cư dân huyện mới ven biển Kim Sơn tỉnh Ninh Bình để ghi nhớ công ơn của Doanh điền Nguyễn Công Trứ - người đã chiêu dân khai hoang lấn biển lập ra huyện Kim Sơn (núi vàng) của Ninh Bình và Tiền Hải (biển bạc) của Thái Bình. Lễ hội diễn ra từ ngày 14 tháng 11 đến 16 tháng 11 âm lịch hàng năm để tưởng niệm ngày mất của ông.

### Đền Như Độ
Đền Như Độ còn được gọi là miếu Như Độ, là di tích lịch sử văn hóa cấp quốc gia thứ 6 của huyện Kim Sơn. Đền Như Độ thờ Trần Nguyên Hãng và các cụ chiêu mộ, nguyên mộ, thứ mộ, tân mộ đã có công khai hoang, lấn biển, lập nên Ấp Như Độ, họ cũng là các ông tổ của các dòng họ lớn trong làng như Doãn, Trương, Trần, Nguyễn.
Quan Thái bảo Trần Nguyên Hãng là hậu duệ nhà Trần, có công đánh giặc Nguyên Mông nhưng về cuối thời Trần đã bị Hồ Quý Ly sát hại. Theo sự phân chia của huyện Kim Sơn xưa, mỗi làng được thờ một danh nhân làm thành hoàng và làng Như Độ thờ Trần Nguyên Hãng.

## Danh nhân
- Trần Đại Quang: Cố Chủ tịch nước CHXHCN Việt Nam.